# معركة حمص
وقعت معركة حمص عام 272 ميلادي بين الإمبراطورية الرومانية وجيش تدمر. كان الرومان بقيادة الإمبراطور أوريليان، في حين كان الجيش التدمري بقيادة زنوبيا والقائد زابداس.

## خلفية
بدأ أوريليان حملةً لاستعادة مملكة تدمر التي بدأت تمرداً للانفصال بقيادة فابالاثيوس وأمه الملكة زنوبيا. فجاء إلى الشرق مستعداً لإظهار رحمته للشعب الروماني في المنطقة، وهزم زنوبيا في معركة أنطاكيا، بالقرب من مدينة أنطاكيا التاريخية. هربت زنوبيا مع القائد زابداس إلى حمص.

## المعركة
اشتبكت القوات الرومانية والتدمرية في سهلٍ أمام المدينة. كما حدث في معركة أنطاكية، كان الفرسان التدمريون متفوقين على نظرائهم الرومان. لكن الفرسان التدمريين تفرّقوا سعياً وراء مطاردة الفرسان الرومان، فذبّحوا من قبل قوات المشاة الرومان. وفقاً لزوسيميوس، فإن قوات يهودا ذبحوا الفرسان التدمريين المدرّعين بالهراوات.

## ما بعد المعركة
تراجعت زنوبيا إلى إميسا، لكن هربت لاحقاً إلى تدمر، وعندما هاجم أوريليان تدمر وغزاها، هربت زنوبيا إلى بلاد فارس، وألقي القبض عليها عندما وصلت إلى نهر الفرات. عُرضت زنوبيا لاحقاً في شوارع روما مقيّدة بالسلاسل الذهبية كاستعراضٍ لانتصار أوريليان. بعد أن عادت تدمر إلى حكم الرومان، ثار الشعب مرةً أخرى لكن أوريليان أحكم سيطرته عليها منهياً بذلك الحضارة التدمرية.